# The Chainheart Machine
The Chainheart Machine är det svenska metalbandet Soilworks andra studioalbum, utgivet 2000.

## Låtlista
1. "The Chainheart Machine" - 4:02
2. "Bulletbeast" - 4:38
3. "Millionflame" - 4:21
4. "Generation Speedkill" - 4:28
5. "Neon Rebels" - 3:24
6. "Possessing the Angels" - 3:56
7. "Spirits of the Future Sun" - 6:00
8. "Machinegun Majesty" - 5:06
9. "Room No. 99" - 7:40
10. "Shadow Child" (bonusspår på japansk utgåva)

## Medverkande
- Peter Wichers - gitarr
- Björn "Speed" Strid - sång
- Ola Frenning - gitarr
- Henry Ranta - trummor
- Carlos Del Olmo Holmberg - keyboard
- Ola Flink - bas